# المدرسة العزيزية

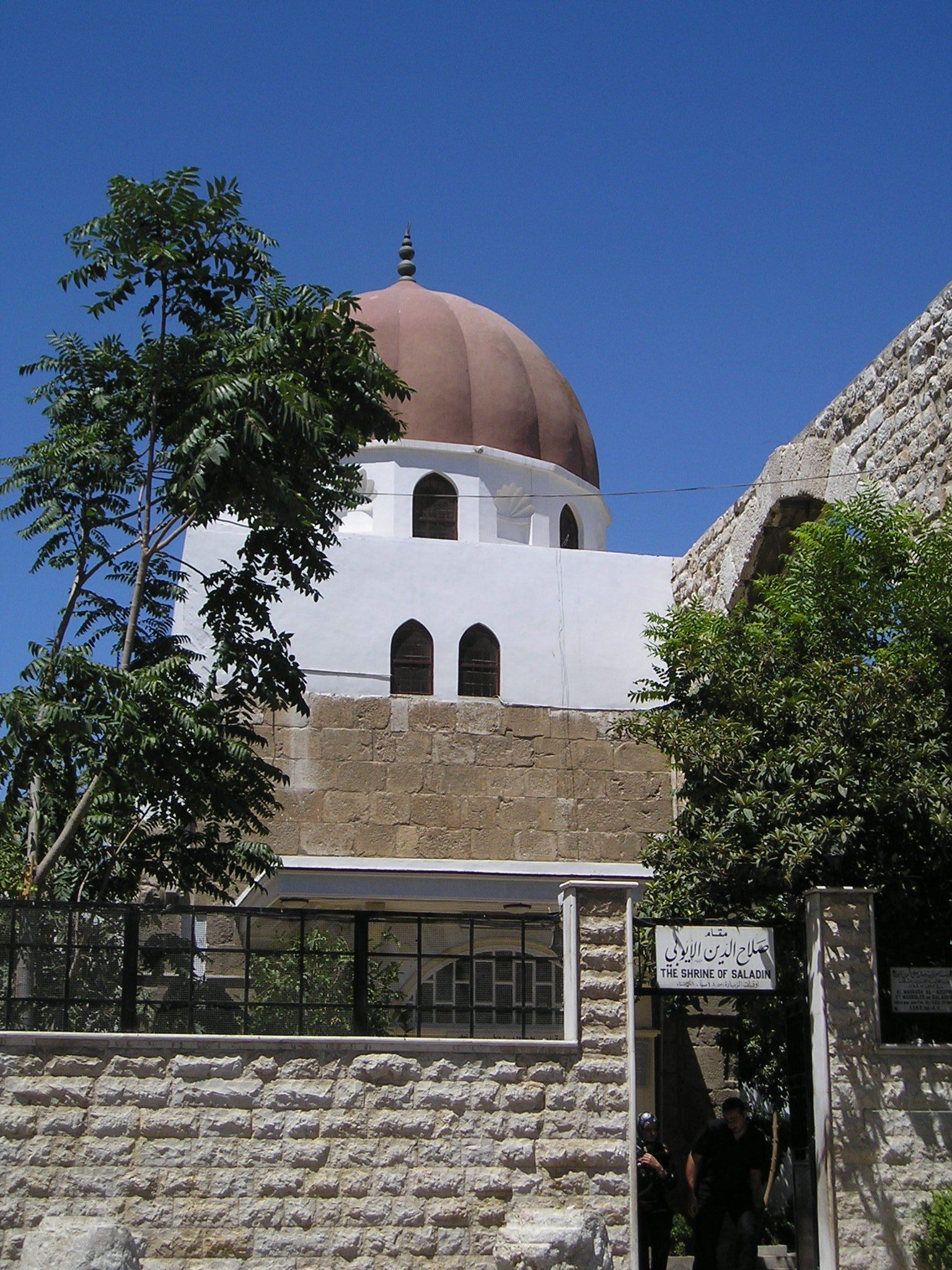
جانب من المدرسة العزيزية، ويظهر مدفن صلاح الدين الأيوبي فيها.

المدرسة العزيزية، هي بناء أثري موجود في دمشق، في سوريا بجوار الجامع الأموي إلى الشمال، بناها الملك العزيز عثمان بن صلاح الدين الأيوبي سنة 592ه/1195م، ولم يبق من هذه المدرسة إلا قاعة تضم قبر السلطان صلاح الدين الأيوبي.

## الوصف المعماري
تتألف من باحة، وقاعة، ومدخلين، وفي الباحة بركة بيضوية، أما القاعة فهي مربعة الشكل، ومغطاة بقبة محززة، كما أن الزوايا الأربع الحاملة للقبة مكسوة بالقيشاني، ولم يبق من البناء الأصلي سوى قوس الإيوان والمحراب.
وتضم القاعة قبر السلطان «صلاح الدين الأيوبي»، وقد رممت للمرة الأولى عام 1627 ميلادي، وتم تجديدها مرة ثانية مع عملية ترميم «الجامع الأموي» التي انتهت عام 1994، كما شهد المكان أعمال ترميم وإصلاح في عام 2008 بمناسبة اختيار «دمشق» عاصمة للثقافة العربية.